# رودلف فيرنر (مخرج أفلام)
رودلف فيرنر (بالألمانية: Rudolf Werner) (و. 1941  م) هو مخرج أفلام، ومنتج أفلام، وصحفي، من ألمانيا، ولد في البلنغ.

## جوائز
حصل على جوائز منها:
- وسام استحقاق جمهورية ألمانيا الاتحادية.

## وصلات خارجية
- رودلف فيرنر على موقع IMDb (الإنجليزية)